# 气象战
气象战是指采用人工手段影响天气或气候作为武器的一种作战形式，亦称为天气战、气候战。是环境战的辅助手段之一，主要是通过制造人为的气象灾难，并将其应用于军事目的。1977 年聯合國通過，禁止以改變環境（包括氣候）作為軍事手段

## 作战样式
当今实用气象战手段大致可分为三类：
1. 为己方作战行动创造有利条件，如造雾、消雾等。
2. 给敌方军事行动制造困难的气象条件，如人工增雨等。
3. 直接以改变气象条件作为武器，如控制台风、闪电、冷热、制造酸雨等，通过人为的天气灾害，给作战对象造成困难，使作战人员、物资遭受严重损失等。

通过使用以上三种气象武器，影响局部天气以达到有利于己方的军事目的。

## 应用举例

### 人造暴雨
人工增雨可以形成大雨、暴雨，甚至大暴雨，造成洪水泛滥，伤人毁物。在越南战争中，美国为了阻断越南北方部队的装备运输，曾于1967-1972年，在越南、老挝、柬埔寨的毗邻地区秘密用飞机进行人工增雨，大约进行了2600架次的飞行，撒布了47409个碘化铅和碘化银装置，耗资160万美元，其结果是造成局部地区洪水泛滥，使连接越南北方和南方的“胡志明小道”泥泞难行。

### 人工干旱
人工增雨相应地也会影响周围地区雨量的减少。

### 人工造雾
第二次世界大战期间，美国曾在意大利的伏尔特河岸人工制造了5公里长、1.6公里高的雾层，使自己的军队在雾层的掩护下顺利地完成了渡河任务。

### 人工消雾
20世纪約40年代，英国就设计了一种被称为“斐多”的加热消雾装置，曾保障2500架次的飞机在大雾中安全着陆。

### 控制闪电
美国曾制定一个“天火”计划，抑制闪电的形成。如果此研究获得成功，就可以人为地制造火灾。